# Церковь Покрова Пресвятой Богородицы (Батурин)
Церковь Покрова Пресвятой Богородицы (укр. Церква Покрови Пресвятої Богородиці), также Свято-Покровская церковь (Свято–Покровська церква) и Покровская церковь (Покровська церква) — приходской храм в Батурине Черниговской епархии ПЦУ.
В течение своей истории дважды разрушалась и дважды восстанавливалась.

## Архитектура
Покровская церковь построена в стиле украинского барокко, крестообразная в плане, пятикупольная. Главный архитектор проекта – Георгий Рогожин.

## История

### Деревянная церковь
В эпоху Гетманщины в Батурине существовала деревянная церковь Покрова Пресвятой Богородицы. Дата её постройки неизвестна. Гетман Иван Мазепа жертвовал деньги на эту церковь. Следовательно, она появилась в Батурине к 1708 году. Точное её местонахождение не установлено. При ней в XVIII веке были госпиталь (богадельня) и школа.
В Румянцевском описи (1765—1769) старая деревянная Покровская церковь без приделов упоминается на Киевской и Киевской Перспективной улице. Она сгорела 9 января 1783 года.

### Каменная церковь и школа
В 1789 году был освящён новый храм Покрова Богородицы, возведенный по инициативе священника Ивана Джунковского и прихожан. Он находился по современному адресу улица Шевченко, 2, 4. Архитектор неизвестен. Однокупольная, крестообразная в плане церковь была сооружена в стиле позднего классицизма. Церковь была 21 метр в длину и высоту. Высокую трехъярусную колокольню над западным притвором пристроили в середине XIX века. Церковный двор был обнесен каменным забором. Возле церкви было кладбище.
Во второй половине XIX века церковь относилась к V штату, при ней были священник, псаломщик и церковный староста.
Среди реликвий Покровской церкви особенно ценна была икона Богоматери в вызолоченной ризе, с надписью: «Это одеяние сделано старанием и на средства Дмитрия Климентия Стожка 30 марта 1791 г.». Этот образ, по преданию, был привезён из Гданьска батуринским сотником Д. Стожком.
Церковноприходская школа грамоты при батуринской церкви Покрова Пресвятой Богородицы была открыта в 1898 году. Сначала она находилась в арендованном помещении (доме). В начале XX века возле церкви построили кирпичное помещение школы высотой в 1,5 этажа. Оно сохранилось до наших дней. Как памятник архитектуры местного значения входит в состав НИКЗ «Гетманская столица».
Последний настоятель этой церкви Михаил Имшенецкий был репрессирован.
В 1936 году Покровская церковь была уничтожена, а в 1950-е взрывчаткой была разрушена церковная колокольня. Сейчас на месте этого храма находится артезианская скважина с водонапорной башней.

### Новая каменная церковь
Новый пятикупольный храм на перекрёстке улиц Гетманской и Ющенко был построен в 2007—2008 годах по благословению Патриарха Киевского и всея Руси-Украины Украинской православной церкви Киевского патриархата Филарета. 25 декабря 2007 года Филарет освятил кресты, установленные на куполе Покровского храма.
25 августа 2008 года новый храм был освящён с участием президента Украины Виктора Ющенко. Он стал приходским для общины УПЦ КП.
Украшением интерьера церкви стала одноимённая икона XIX века, подаренная президентом Украины Ющенко.
19 ноября 2011 года при церкви открылся центр детского творчества, который возглавил протоиерей Роман (Кривко).
После объединительного собора (15 декабря 2018 года) стал приходским храмом Православной церкви Украины.

## Внешние ссылки
- Батурин без Мазепи? Архивировано 8 марта 2010 года.  (укр.)
- Постає у Батурині Мазепина церква  (укр.)
- Освячення Покровської церкви у Батурині Архивировано 20 февраля 2009 года. (фотогалерея)  (укр.)